# 前眶帶龍占麗魚
前眶帶龍占麗魚為輻鰭魚綱鱸形目隆頭魚亞目慈鯛科的其中一種，分布於非洲馬拉威湖流域，為特有種，體長可達30公分，棲息在湖泊底層水域，生活習性不明，可作為觀賞魚。

## 擴展閱讀
維基物種上的相關：前眶帶龍占麗魚